# Hoya excavata
Hoya excavata är en oleanderväxtart som beskrevs av Johannes Elias Teijsmann och Binn.. Hoya excavata ingår i släktet Hoya och familjen oleanderväxter. Inga underarter finns listade i Catalogue of Life.